# Gerard van Beek
Gerard "Gerrit" van Beek (Volendam, 1 de novembre de 1923 - Berlín, 15 de març de 1951) va ser un ciclista neerlandès. Com amateur va guanyar una medalla de bronze al Campionat del Món en ruta de 1947. Va participar en diferents curses de sis dies. Va morir a patir d'un accident durant la disputa dels Sis dies de Berlín.

## Palmarès
- 1947
  -  Campió dels Països Baixos en contrarellotge per equips
  - 1r a la Volta a Holanda del Nord
- 1948
  - Vencedor d'una etapa a la Volta als Països Baixos
- 1949
  - Vencedor d'una etapa a la Volta als Països Baixos